# PGC 1927
LEDA/PGC 1927, auch UGC 314, ist eine Balken-Spiralgalaxie vom Hubble-Typ SBc im Sternbild Fische auf der Ekliptik. Sie ist schätzungsweise 196 Millionen Lichtjahre von der Milchstraße entfernt und hat einen Durchmesser von etwa 50.000 Lichtjahren. Vom Sonnensystem aus entfernt sich das Objekt mit einer errechneten Radialgeschwindigkeit von näherungsweise 4.300 Kilometern pro Sekunde.
Sie ist gemeinsam mit PGC 1914, PGC 1921 und PGC 1934 Mitglied der gravitativ gebundenen Galaxienkette Hickson Compact Group HGC 2. 